# Borgoricco
Borgoricco település Olaszországban, Veneto régióban, Padova megyében. Lakosainak száma 8969 fő (2023. január 1.). Borgoricco Campodarsego, Camposampiero, San Giorgio delle Pertiche, Santa Maria di Sala, Villanova di Camposampiero és Massanzago községekkel határos.

## Népesség
A település népességének változása:
| Lakosok száma | 8765 | 8774 | 8969 |
|               | 2017 | 2018 | 2023 |